# Peter Schrijver (Linguist)

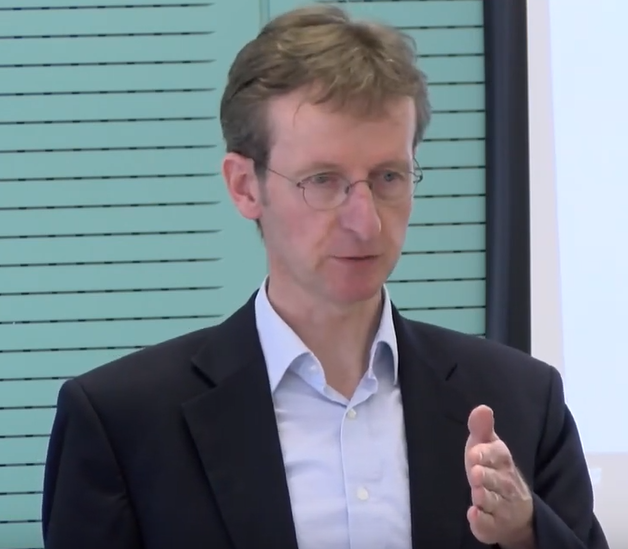
Peter Schrijver (2019)

Peter Schrijver (* 12. September 1963 in Delft) ist ein niederländischer Linguist.

## Leben
Er studierte klassische Philologie, vergleichende indogermanische Linguistik und kaukasische Linguistik an der Universität Leiden und promovierte dort 1991. In den folgenden Jahren forschte er als Fellow der Koninklijke Nederlandse Akademie van Wetenschappen über die Geschichte der keltischen Sprachen. 1999 wurde er auf den Lehrstuhl für Historische und Indogermanische Sprachwissenschaft an der Ludwig-Maximilians-Universität München berufen. Seit 2005 lehrt er auf dem Lehrstuhl für keltische Sprachen und Kultur an der Universität Utrecht.

## Schriften (Auswahl)
- The Reflexes of the Proto-Indo-European Laryngeals in Latin. Amsterdam 1991, ISBN 978-90-5183-308-9.
- Studies in British Celtic Historical Phonology. Amsterdam 1995, ISBN 90-5183-820-4.
- Studies in the History of Celtic Pronouns and Particles. Maynooth 1997, ISBN 0-901519-59-6.
- Language Contact and the Origins of the Germanic Languages. New York 2014, ISBN 978-0-415-35548-3.